# Есманьська селищна територіальна громада
Есманьська селищна громада — територіальна громада в Україні, в Шосткинському районі Сумської області. Адміністративний центр — селище Есмань.
Площа громади — 549,8 км², населення — 480 мешканців (2025).
Утворена 12 червня 2020 року в складі Глухівського району. 19 липня 2020 року в результаті адміністративно-територіальної реформи громада ввійшла до складу новоутвореного Шосткинського району.

## Населені пункти
У складі громади 1 селище (Есмань) і 28 сіл:
- Баранівка
- Бачівськ
- Біла Береза
- Бобилівка
- Вишеньки
- Вільна Слобода
- Комарівка
- Кореньок
- Кучерівка
- Лужки
- Мала Слобідка
- Муравейня
- Потапівка
- Пустогород
- Сидорівка
- Смикарівка
- Смолине
- Сопич
- Студенок
- Суходіл
- Товстодубове
- Тополя
- Уланове
- Фотовиж
- Харківка
- Ходуня
- Червона Зоря
- Яструбщина